# Paul Vasseur
Paul Henri Vasseur (Lilla, Nord, 10 d'octubre de 1884 - Sant Deidier, Valclusa, 12 d'octubre de 1971) va ser un nedador i waterpolista francès que va competir durant el primer quart del segle XX.
El 1900 va prendre part en els Jocs Olímpics de París, on va guanyar la medalla de bronze en la competició de waterpolo, tot formant part del Libellule de Paris. En waterpolo, i representant França, també disputà els Jocs d'Estocolm de 1912 i d'Anvers de 1920, quedant eliminat abans de semifinals.
Va disputar proves de natació als Jocs Intercalats d'Atenes el 1906, quan disputà la prova de la milla; i als d'Anvers, el 1920, quan disputà les proves dels 400 metres lliures i els 4 x 200 metres lliures, però en tots els casos quedà eliminat en les eliminatòries inicials.